# Walburg Pers
Walburg Pers is een middelgrote Nederlandse uitgeverij, gespecialiseerd in de uitgave van historische non-fictie en juridische werken. Het bedrijf werd opgericht in 1961 en was tot 2018 gevestigd in de oude hanzestad Zutphen aan de Zaadmarkt. Van 2018 tot 2021 was het gevestigd aan de Zutphense Pollaan.
Met Walburg Pers wilde oprichter Chris Schriks (1931-2024) aanvankelijk boeken uitgeven op het gebied van de regionale geschiedenis. Begin jaren zestig betrof de Nederlandse geschiedschrijving nog vooral de Hollandse geschiedenis. Met een groter eigen aandeel van de overige provincies, zou de Nederlandse geschiedenis ook daadwerkelijk de hele natie gaan omvatten. Walburg Pers hoopte hier een bijdrage aan te kunnen leveren.
In de loop der jaren ontwikkelde de uitgeverij zich breder en thans richt zij zich hoofdzakelijk op de Nederlandse geschiedenis in het algemeen. De maritieme en koloniale geschiedenis hebben een belangrijke plek in het fonds en ook de geschiedenis van de Nederlandse Antillen, Indonesië en Suriname heeft haar aandeel gekregen.
In de jaren na 1990 zette de Walburg Pers deze lijn nog steeds voort. Naast (kunst)geschiedenis worden ook veel werken op juridisch gebied uitgegeven. Vanaf 1991 berustte de leiding bij Pieter Schriks, die in november 2017 op 52-jarige leeftijd overleed.
In 2010 verbreedde het werkveld van de uitgeverij zich verder met de oprichting van Walburg Pers Educatief. Deze werkmaatschappij houdt zich bezig met de uitgave Sprekend verleden, een lesmethode voor het geschiedenisonderwijs.
In 2020 werd de uitgeverij verkocht aan Amsterdam University Press (AUP). Directeur Jan-Peter Wissink nam in april 2022 daarnaast uitgeverij Lanasta over. Met de nadruk op de maritieme en militaire geschiedenis versterkt uitgeverij Lanasta dit fondsonderdeel van Walburg Pers.

## Auteurs
Auteurs en instellingen waar Walburg Pers mee samenwerkt zijn onder meer:
- Linschoten-Vereeniging
- Jacob Slavenburg
- Gerben Graddes Hellinga
- Het Scheepvaartmuseum
- Maritiem Museum Rotterdam
- NIOD (Nederlands Instituut voor Oorlogsdocumentatie)